# ¡Vence a los blancos con la cuña roja!

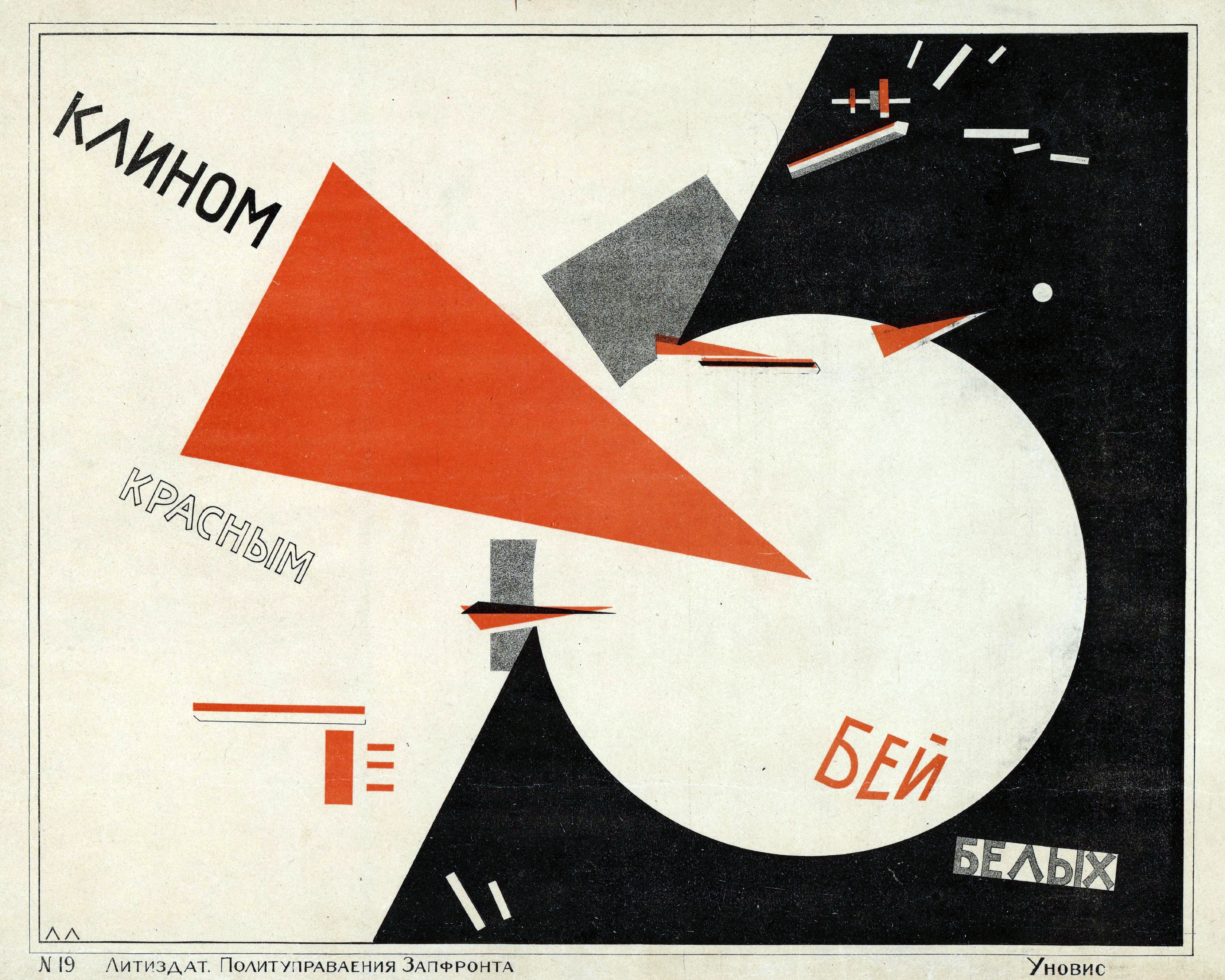
El póster original, con su texto en Ruso

¡Vence a los blancos con la cuña roja! (en ruso: Клином красным бей белых!, Klinom krasnym bey belykh!) es un cartel litográfico de propaganda bolchevique de 1919 del artista El Lisitski, "el hombre a través de cuyos esfuerzos las nuevas ideas rusas se generalizaron en Europa Occidental". En el cartel, la intrusiva cuña roja simboliza a los bolcheviques, que están penetrando y derrotando a sus oponentes, el Movimiento Blanco, durante la guerra civil rusa. Es un ejemplo de Constructivismo.
La imagen se hizo popular en Occidente cuando Lisitski se mudó a Alemania en 1921. Se considera un símbolo de la guerra civil rusa en las publicaciones occidentales.

## En la cultura popular
En la serie de televisión Farscape, los pacificadores usan un logo que es una versión simplificada del cuadro
El Monumento de Slabinja a los combatientes caídos y víctimas del fascismo de la Segunda Guerra Mundial de Slabinja, Croacia, parece estar directamente inspirado en este cartel.
Varias organizaciones marxistas de habla alemana usan una versión simplificada del cartel como logo; entre ellas la sección alemana/austríaca/suiza de la Corriente Marxista Internacional ("Der Funke") y "Gruppen gegen Kapital und Nation".
El logotipo y el nombre fueron utilizados por una organización socialista de música y artes en el Reino Unido, Red Wedge, que hizo campaña contra el gobierno de Thatcher en el período previo a las elecciones generales de 1987.
El artista ruso Sergei Bugaev produjo una serie "Anti-Lissitzky" entre 1991 y 1995 que incluía varias obras derivadas basadas en "Beat the Whites with the Red Wedge".
En septiembre de 2021, se utilizó una versión modificada de esta pintura en Novosibirsk para promover la vacunación contra el COVID-19.